# Maison Vučo sur la Save
La maison Vučo sur la Save (en serbe cyrillique : Вучина кућа на Сави ; en serbe latin : Vučina kuća na Savi) est située à Belgrade, la capitale de la Serbie, dans la municipalité urbaine de Savski venac. Construite en 1908, elle est inscrite sur la liste des biens culturels de la Ville de Belgrade.

## Présentation
La maison du marchand Đorđe Vučo, connue sous le nom de maison Vučo sur la Save, est située 61-61a rue Karađorđeva. Elle a été construite en 1908, sur des plans de l'architecte Dimitrije T. Leko. Le bâtiment est constitué d'un rez-de-chaussée et de deux étages ; le rez-de-chaussée abritait des boutiques tandis que les étages avaient une fonction résidentielle. Sur le plan urbanistique, elle sert de contrepoids à la Coopérative de Belgrade qui lui est opposée.

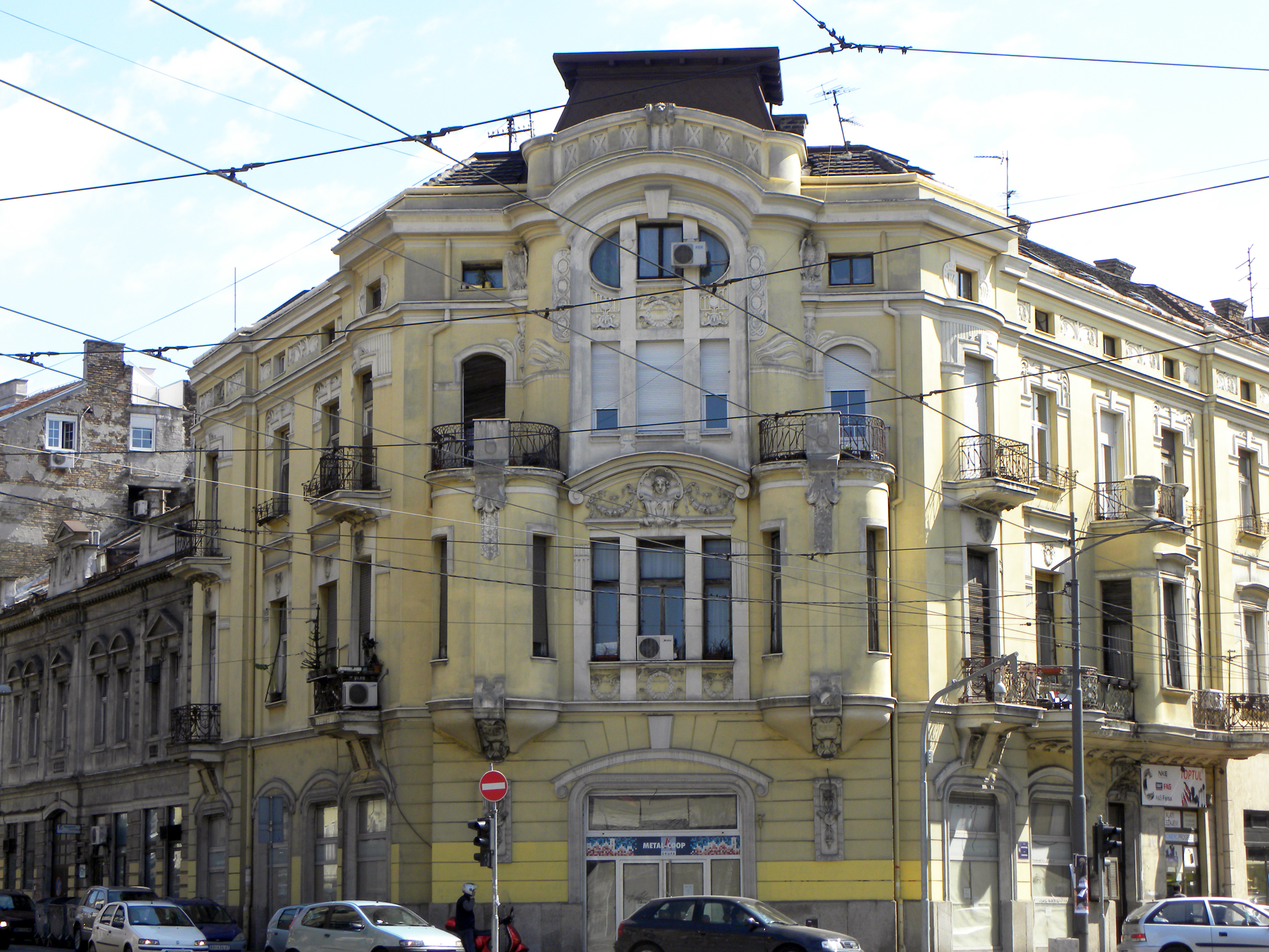
Autre vue de la maison

De manière traditionnelle, la façade est clairement segmentée en trois parties mais le traitement de la façade principale indique une forte influence de l'Art nouveau ; orientée vers la place, cette façade est ornée aux étages de fenêtres en trois parties ; le dernier étage est surmonté d'un attique et d'un dôme pyramidal. Le motif central de la décoration de la façade est constitué par une tête de femme inscrite dans un coquillage et entourée de gerbes ; ce motif est situé dans le tympan semi-circulaire du premier étage. Les façades latérales, quant à elles, sont ornées de rambardes en fer forgé dominant des motifs géométriques et floraux.
La maison Vučo témoigne du développement du petit commerce sur la rive de la Save. Đorđe Vučo fut un des plus riches marchands belgradois de la fin du XIXe siècle et du début du XXe siècle ; la maison témoigne aussi de la relation privilégiée entre un investisseur et son architecte ; toutes les maisons de la famille Vučo furent réalisées par l'architecte Dimitrije T. Leko et toutes constituent des exemples d'Art nouveau dans la capitale serbe.